# Русия
Русѝя (на руски: Росси́я) или Ру̀ска федера̀ция (на руски: Росси́йская Федера́ция), съкратено РФ е държава в Европа и Азия, заемаща източната част (38,6 %) на Европа и северната част (30,7 %) на Азия.
Тя е най-голямата по територия държава в света. Обхваща обширни земи в Източна Европа и Северна Азия. Русия граничи с 18 държави – с 16 по суша (12 в Европа и 4 в Азия) и с 2 по вода (със САЩ при Беринговия пролив и с Япония при Южнокурилския пролив). Общата дължина на държавните граници възлиза на 57 946 km. Северната и източната ѝ граница представляват Северния ледовит (19 240 km) и Тихия океан (12 280 km). Има излаз на Каспийско море (920 km), Азовско море (672 km), Черно (430 km), Балтийско (135 km), вкл. Финския залив (540 km). Със 17 098 242 km2 Русия е най-голямата страна по територия в света, като покрива 1/8 от обитаемата площ на Земята. Използва 11 часови зони. Със 146 млн. души население тя е 9-а страна по население. Има редица от най-разнообразните природни среди и релефи. Притежава най-големите световни запаси от минерали и енергийни ресурси и е на първо място в света по добив на нефт и природен газ. Русия е често определяна от Запада като енергийна суперсила. Страната има най-обширните горски масиви в Европа и в света, а нейните езера съдържат приблизително 1/4 от световния запас на чиста, незаледена вода.
Историята на Русия започва с издигането на източните славяни като доминираща сила в Източна Европа между 3 и 8 век. За година на основаване се счита 862 г., когато варяжкият принц Рюрик започва да властва над Новгородската земя (а наследниците му овладяват Киевска Рус) и дава началото на династията на Рюриковичите, управлявали Русия през следващите 700 години. На територията на днешната Руска федерация в Европа са съществували още няколко големи държави, сред които важна роля са играли Волжка България и Златната орда, а образуваното в началото на 15 век Велико московско княжество обединява всички руски княжества. Към края на 18 век благодарение на мащабното колонизиране, присъединяване и завладяване, се появява Руската империя, разпростряла се на 3 континента – Европа, Азия и Северна Америка, и включвала стотици различни народи, култури и вероизповедания.
През 1917 г. в резултат от избухналата Февруарска революция в Руската империя е свалена монархията, а след Октомврийска революция е създаден Съюзът на съветските социалистически републики (СССР) – първата в света социалистическа държава, изиграла решаваща роля в победата на Съюзниците през Втората световна война. След края на войната между 2-те оформили се суперсили САЩ и СССР започва борба за световно политическо и военно надмощие, наречена Студена война. През 1991 г. след тежка икономическа криза Съветският съюз се разпада, а нейната основна част – Руската съветска федеративна социалистическа република се отделя от съюза и става официално Руска федерация.
Руската федерация има смесен президентско-парламентарен вид републиканска форма на държавно устройство, като президентът има много широки правомощия. Настоящ президент е Владимир Путин.
Русия е на 6-о място в света по брутен вътрешен продукт (по паритета на покупателната способност) за 2017 г. (4,016 трлн. щ.д.), разполага с 5-те по численост въоръжени сили в света и 3-тия по стойност военен бюджет след САЩ и Китай. Тя е сред 10-те ядрени сили и притежава най-големия ядрен арсенал. Русия е велика сила – постоянен член на Съвета за сигурност на ООН, член на Г-8 (изключена през март 2014 г. в отговор на анексирането на Крим), Г-20, Шанхайската организация за сътрудичество, Световната търговска организация, Азиатско-тихоокеанското икономическо сътрудничество, Евразийската икономическа общност и водещ член на Общността на независимите държави. През 2022 г. напуска Съвета на Европа. През 21 век отново заявява претенциите си да бъде суперсила.
През 2022 г. е обявена за държава агресор и терорист от няколко държави.

## Етимология на името
Името Русия произлиза от Рус – средновековна държава, населена предимно с източни славяни. С това име страната става известна по-късно в историята, обикновено жителите ѝ я наричат „Русская земля“, което може да се преведе като „руска земя“ или „земя на Рус“. За да се разграничи от други държави, произлезли от нея, тя е обозначена с името Киевска Рус от съвременната историография. Самото име Рус идва от народа Рус – група от варягите (евентуално шведските викинги), които основават държавата Рус (Русь).
Старата латинска версия на името Рус е Ruthenia, най-вече употребявано в западните и южните райони на Рус, които са били в непосредствена близост до католическа Европа. Сегашното име на страната, Русия (Россия), идва от византийското обозначение на Киевска Рус, Ρωσσία Rossia (произнасяно Росѝа) в съвременния гръцки език.
Обичайният начин за назоваване на гражданите на Русия е „руснаци“.

## География

### Разположение и граници
Русия е най-голямата по площ държава в света със своите 17 098 242 km², почти два пъти по-голяма от Съединените щати и Китай и 1,7 пъти по-голяма от Канада. Заема източните области на Европа и северната част на Азия – от ексклава Калининградска област в Централна Европа до Диомидовите острови в Беринговия проток и от Земята на Франц Йосиф в Арктика до връх Базардюзю в Кавказ.
Общата дължина на сухоземните граници на Русия е 20 242 km, а на морските – 37 653 km. На запад страната има сухоземна граница с Норвегия (196 km), Финландия (1313 km), Естония (290 km), Латвия (292 km), Беларус (959 km) и Украйна (1576 km), както и излаз на Балтийско море. На брега на Балтийско море е разположена и ексклавната Калининградска област, която граничи по суша с Литва (227 km) и Полша (432 km).
На югозапад Русия има излаз на Азовско и Черно море, както и на голямото вътрешно езеро Каспийско море. По суша граничи с Грузия (723 km, включително с частично признатите държави Абхазия и Южна Осетия) и Азербайджан (284 km). Южната граница на страната в Азия е с Казахстан (6846 km), Китай (40 km в Южен Сибир и отделен участък от 3605 km в Далечния изток), Монголия (3441 km) и Северна Корея (18 km).
На изток Русия има излаз на Тихия океан и свързаните с него Японско, Охотско и Берингово море. На североизток страната има дълга морска граница със Съединените американски щати, която преминава през Беринговия проток, отделящ руския полуостров Чукотка от американския щат Аляска. На север Русия граничи със Северния ледовит океан и неговите Източносибирско море, Море Лаптеви, Карско и Баренцево море.

### Релеф и води
Основната част от територията на Европейска Русия е заета от обширната Източноевропейска равнина, в централната част на която са сравнително високите Валдайски възвишения с надморска височина до 350 m. По-голямата част от тази равнина попада във водосборната област на река Волга, която се влива в Каспийско море и чиито основни притоци са Кама и Ока. Дон, другата голяма река в южната част на Европейска Русия, се влива в Азовско море. В северната част на Източноевропейската равнина се намират Онежкото и Ладожкото езеро, които се оттичат чрез река Нева в Балтийско море. Североизточните части на Европейска Русия са във водосборната област на Северния ледовит океан, като най-големите реки в този район са Северна Двина и Печора.
В най-южната си част Европейска Русия достига до планинския хребет Голям Кавказ, където се намира и най-високият връх в страната – Елбрус (5642 m). За източна граница на Европа обикновено се приема планинската верига Урал (1895 m), която пресича цяла Русия от север на юг и отделя европейската част на страната от обширния регион Сибир, който се отводнява чрез няколко главни речни системи към Северния ледовит океан.
Източно от Урал се намира обширната Западносибирска равнина, която се оттича главно чрез реките Об с главния си приток Иртиш и Енисей. На изток от нея е разположено Средносибирското плато, отделни части от което имат планински характер и достигат надморска височина 1701 m (платото Путорана), но на изток се спуска и преминава в Централноякутската равнина, отводнявана от река Лена.
В най-североизточната част на Сибир се намират Верхоянският хребет (2389 m) и хребетът Черски (3147 m), както и Яно-индигирската и Колимската низина. Най-големите реки в тази област са Индигирка и Колима. Южната част на Сибир има предимно планински релеф – от запад на изток там са разположени планините Алтай (4506 m), Саяни (3491 m), Яблонов хребет (1678 m), Становой хребет (2482 m). Между тях се намира езерото Байкал – най-голямото по площ в страната и най-дълбокото в света, съдържащо над 1/5 от всички повърхностни несолени води в света. То се отводнява от река Ангара, приток на Енисей.
На изток Сибир граничи с руския Далечен изток, като двата региона са разделени от главния вододел между Северния ледовит и Тихия океан, преминаващ по Колимските планини, хребета Джугджур и Становой хребет. Източно от тях са крайбрежните низини по тихоокеанското крайбрежие и вулканичните планини на полуостров Камчатка. Най-голямата река в тази област е Анадир. В южната част на руския Далечен изток се намира басейнът на река Амур и планините Сихоте Алин (2090 m).

### Климат
Големите размери на Русия и отдалечеността на обширни части от нея от океаните определят континенталния характер на климата в по-голямата част от страната. Планинските масиви на юг пречат на притока на влажни въздушни маси от Индийския и Тихия океан, докато равнините на запад и север я откриват за арктическо и атлантическо влияние. Валежите са относително ниски, по-значителни са по тихоокеанското крайбрежие и в Северен Кавказ. В почти цялата страна зимните валежи са във вид на сняг, като дните със снежна покривка варират от 40 в някои части на Европейска Русия до 250 в най-студените части на Сибир.
Най-гъсто населените части на Русия – основната част от Европейска Русия и южните части на Западен Сибир и Далечния изток – имат влажен континентален климат. Той се характеризира с големи сезонни температурни разлики – студена зима и топло, в южните части на Европейска Русия и горещо лято. Валежите са относително равномерно разпределени през годината, с изключение на Далечния изток, където под влияние на мусоните зимата е значително по-суха от лятото.
В северните части на Европейска Русия и по-голямата част от Сибир и Далечния изток климатът е субполярен, характеризира се с дълга и много студена зима и кратко и прохладно лято. Зимата е особено сурова в североизточната част на Сибир, където са регистрирани най-ниските температури в Северното полукълбо – до −67,8 °C, измерени при Верхоянск. Под влияние на Азиатския максимум валежите в източната част на Южен Сибир и средната част от тихоокеанското крайбрежие са силно ограничени – до 60 mm годишно.
Крайбрежието на Северния ледовит океан и руските острови в него имат полярен климат. На юг крайбрежието на Черно море има влажен субтропичен климат с мека и влажна зима, а областите на север и северозапад от Каспийско море, както и някои райони в Южен Сибир, имат студен степен климат.

### Флора и фауна
Територията на Русия формира североизточната част на биогеографското царство Палеарктика, като попада в няколко биогеографски региона. Северната част от руските острови в Северния ледовит океан е заета от арктически пустини, почти напълно лишени от растителност и с бедна фауна – главно китоподобни, перконоги, бели мечки и птици от семейство Кайрови. По-южните острови и континенталното арктическо крайбрежие се намират в зоната на тундрата – на север растат предимно мъхове и лишеи, на юг се появява също тревиста и храстова растителност, а в най-южната ѝ част – дори групи дървета. Освен северните елени, типични за тундровата фауна са полярната лисица, овцебикът, лемингите, полярната сова. Някои високопланински области във вътрешността на континента също са заети от тундри.
Южно от тундрата е разположен най-обширният биогеографски регион в Русия – тайгата, зона на иглолистни гори, заемаща основната част от Сибир и Далечния изток и северните и североизточни части на Европейска Русия. Доминиращи дървесни видове в тайгата са смърчът и елата, на по-сухи почви и борът, като източно от Енисей, където климатът е по-суров, смърчът е изместен от лиственицата. В речните долини на тайгата има и широколистна растителност, а обширни области са заети от блата. Характерни животни са лосът, кафявата мечка, росомахата, вълкът, ондатрата, както и традиционно ловуваните за кожи самур, хермелин и катерици.
В Европейска Русия и Западен Сибир тайгата преминава на юг и югозапад в пояс от смесени и широколистни гори, в които типични широколистни дървета са дъбът, липата, брезата и трепетликата, а характерни животни – сърните, вълците, лисиците, катериците и златките. Особен характер имат смесените гори в южната част на Далечния изток, където преобладават източноазиатски видове смърч, ела, дъб и бряст и характерна за региона фауна – сибирски тигър, петнист елен, хималайска мечка, енотовидно куче, амурска котка.
В южната част на Европейска Русия и отделни области в Южен Сибир широколистните гори преминават на юг в степи с предимно тревиста растителност, значителна част от които е превърната в обработваеми земи. Характерни за този регион животни са различни видове гризачи, степни вълци, лисици, а в Сибир – и манули. Низините край Каспийско море имат полупустинен характер, а флората и фауната на Черноморието има сходства със средиземноморската.
Русия има най-големите резерви на гори в света, наричани „белите дробове на Европа“. В страната живеят 266 вида бозайници и 780 вида птици. Към 1997 година общо 415 животински вида са включени в Червената книга на Руската федерация. В Русия има 41 национални парка и 101 резервата с обща площ около 335 хиляди km², включително 41 биосферни резервата.

## История

### Ранна история
Най-ранните сведения за заселване на хора на територията на днешна Русия са от ранния палеолит, като по Черноморието има находки на възраст 1,5 милиона години, а Homo sapiens се появяват преди около 50 хиляди години. Според преобладаващото мнение, предшествениците на индианците се заселват в Америка преди около 16 хиляди години, преминавайки през източните части на Русия. Неолитът в южните части на страната настъпва в края на IV и началото на III хилядолетие пр.н.е. и постепенно се разпространява на север, но в обширни рядко населени части от Сибир ловът и риболовът остават основа на стопанството до Новото време.
През неолитната и халколитната епоха на днешната територия на Русия се формират няколко от големите езикови групи в Евразия – индоевропейската в европейските степи, уралската по средното течение на Волга и района на Урал и тюркската в Южен Сибир. През I хилядолетие пр.н.е. най-южните области влизат в контакт с цивилизациите в Средиземноморието, Близкия изток и Китай и се появяват първите писмени сведения за конкретни народи – скитите и по-късно сарматите в южната част на Европейска Русия, енисейските киргизи и динлин в Южен Сибир, сушън в Далечния изток.
През VI век пр.н.е. по черноморското и азовското крайбрежие са основани няколко гръцки колонии, които стават основа на просъществувалото до края на IV век Боспорско царство. От края на III век пр.н.е. до края на I век част от Южен Сибир е част от държавата на хунну. В края на I век от изток в Европейска Русия навлизат хуните, които през следващите десетилетия установяват контрол над степите северно от Кавказ, където подчиняват ираноезичните алани. През V – VI век голяма част от Южен Сибир е под властта на хаганата Жоужан, който изтласква към степите на Европейска Русия савирите и някои огузки племена.
В средата на VI век степните области в Европейска Русия влизат в границите на Аварския каганат, а тези в Сибир – на Тюркския каганат, който към края на века се разширява до Азовско море. През VII век Тюркският каганат постепенно се разпада, като в Европа на негово място възниква просъществувалата за кратко Велика България, последвана от Хазарският каганат. По същото време по средното течение на Волга възниква Волжка България, а малко по-късно в Сибир тюркските владения за завзети от Уйгурския и Кимакския каганат. През VII век в Хазарския каганат навлизат унгарците, които през следващото столетие се изселват на запад.
В началото на IX век варягите и свързваната с тях етническа група рус образуват Руския каганат – мрежа от укрепени пунктове в северната половина на днешна Европейска Русия, от които контролират местното угро-финско, а в най-западните области и славянско население. През 862 година властта в северозападната част на тази територия е поета от Рюрик – неговите потомци управляват в Русия до края на XVI век, а тази година традиционно се смята за начало на руската държавност. През 884 година наследникът на Рюрик Олег превзема Киев, поставяйки началото на Киевска Рус, държава с център в днешна северна Украйна, която обхваща и значителна част от северните области на днешна Европейска Русия. Около 988 година Киевска Рус приема християнството с посредничеството на България, от която възприема също старобългарския език и кирилската писменост, а първият духовен глава на Киевската църква и първите нейни епископи са българи по народност.
В края на X век Хазарският каганат е унищожен от киевски и огузки нападения и доминиращо място в степите на Европейска Русия заемат печенегите, последвани от куманите. През XI – XII век Киевска Рус постепенно се децентрализира, като нейният велик княз остава номинален глава на система от уделни княжества, владения на членове на Рюриковата династия, намиращи се в сложна йерархия помежду си. Главните уделни княжества на територията на днешна Русия са Новгородската земя, Владимирско-Суздалското, Смоленското и Рязанското княжество.
В първите години на XIII век в Южен Сибир и съседните части на днешна Монголия възниква Монголската империя, която за няколко десетилетия, водена от Чингис хан и неговите наследници, подчинява огромни територии от Китай до Средиземно море и Централна Европа. През 1223 година Бату хан навлиза в Източна Европа и разгромява куманите, разграбва Киевска Рус и напада Волжка България. В последвалите войни, в които по някои оценки населението на Рус намалява наполовина, куманите и Волжка България са изцяло подчинени от монголците, а повечето уделни княжества изпадат в зависимост от тях. Създадената от монголците Златна орда, приела през XIV век исляма за своя официална религия, е доминираща сила в Източна Европа през следващите няколко века, а зависимите от нея уделни княжества стават основата на бъдещата Русия.

### Възходът на Москва
Москва води началото си от крепост, изградена около 1156 година от великия княз на Киевска Рус Юрий Долгоруки. През 1263 година градът става център на уделно княжество (на руски: удельное княжество), владяно от семейството на владимирско-суздалските князе. През следващите десетилетия княжеството постепенно увеличава територията си, през 1325 година в Москва се премества митрополитът на Киев и Цяла Рус, а през 1362 година московският княз Дмитрий Донски получава от Златната орда титлата на велик княз на Владимир и Суздал, която е запазена от наследниците му, утвърждавайки ги като най-влиятелните владетели в руския североизток.
През първата половина на XV век Великото московско княжество изпада в тежка криза, съпътствана с династични конфликти и активни интервенции на монголците. В същото време на запад се консолидира Великото литовско княжество, което завзема западните части на днешна Русия и влиза в съюз с традиционния съперник на Москва – Великото тверско княжество. Москва постига обрат в средата на управлението на Иван III, когато отхвърля зависимостта си от монголците (1480) и завладява Новгородската република (1477) и Твер (1485). В началото на XVI век московските велики князе подчиняват и останалите уделни княжества и се превръщат в единствената сила на изток от Литва и на север от монголците.
Засилването на Московското княжество е съпътсвано от засилваща се криза в Златната орда, която през 1395 година претърпява тежко поражение от войските на Тимур, което я лишава от контрола върху северния клон на Пътя на коприната. През следващите десетилетия, до средата на XV век, Златната орда се разпада на няколко по-малки мюсюлмански държави, контролиращи части от територията на днешна Русия – Казанско ханство, Сибирско ханство, Ногайска орда, Кримско ханство, Узбекско ханство.
Иван IV, наречен по-късно Грозни („Страшни“), става първият московски владетел, провъзгласил се официално за цар, като символ на своите имперски претенции след завладяването на всички източни руски княжества. Той централизира управлението, подчинява аристокрацията с жестоки репресии, кодифицира законодателството, създава земски събори, намалява влиянието на духовенството. Иван Грозни продължава руската експанзия, завземайки Казанското, Астраханското и Сибирското ханство, но претърпява поражение в Ливонската война, а в края на управлението му страната е съсипана от вътрешна нестабилност, външни нападения, болести и глад.
В годините след смъртта на Иван Грозни е прекъснато управлението на династията на Рюриковичите и Русия навлиза в продължителен период на вътрешна и външна нестабилност, наричан Смутното време, чиято кулминация са Великият глад, унищожил през 1601 – 1603 година около една трета от населението, и завземането на Москва от войски на Жечпосполита през 1610 година. Въпреки тази криза, през следващите години страната постепенно се стабилизира, като за цар е избран боляринът Михаил Романов, който успява да наложи своя династия. Възползвайки се от Въстанието на Богдан Хмелницки, неговият наследник Алексей завладява през 1667 година Левобрежна Украйна. През този период започва колонизацията на Сибир, като московски предни постове достигат до река Амур и полуостров Чукотка, а руски кораби откриват Беринговия проток. Управлението на първите Романови е съпътствано и от масово закрепостяване на селяните, както и от чести бунтове, най-мащабно сред които е Въстанието на Степан Разин през 1667 – 1671 година.

### Руска империя
Наследникът на Алексей Романов Петър Велики, управлявал от 1682 до 1725 година, извършва поредица от реформи, насочени към модернизацията на страната по западноевропейски образец, и я превръща във фактор на европейската сцена. Той побеждава Швеция във Великата северна война, осигурявайки на Русия достъп до Балтийско море, където основава новата столица Санкт Петербург. През 1721 година Петър Велики се обявява за император.
Реформите на Петър започват да налагат Руската империя като един от най-важните политически и военни фактори в Европа. С участието си в тежки конфликти, като Войната за полското наследство, Войната за австрийското наследство и най-вече Седемгодишната война, руската армия натрупва опит и възможности, сравними с тези на водещите европейски въоръжени сили. Кулминацията на този възход идва под управлението на Екатерина Велика (1762 – 1796), която разширява границите на Руската империя до централна Европа, унищожавайки Жечпосполита, а на юг отблъсква Османската империя и утвърждава руските граници до Черно море и Кавказ. Военните успехи са постигнати за сметка на засилване на привилегиите на аристокрацията, разширяване на крепостничеството и отнемане на привилегиите на казачеството, което предизвиква съпротива, най-явна в бунта на Емелян Пугачов.
Събитията след Френската революция от 1789 година въвличат Руската империя в европейските военни конфликти. През 1799 и 1804 – 1807 година Русия воюва срещу Франция, след това е неин съюзник, а през 1812 година френският император Наполеон I предприема завършил катастрофално поход до Москва. През този период руски военни контингенти достигат до Италия, Франция и Нидерландия, а в края на Наполеоновите войни Руската империя е основен участник в победилата коалиция, която очертава следвоенния ред в Европа на Виенския конгрес (1815). Следващите години отбелязват кулминацията на външнополитическото влияние на Руската империя, която става гарант за стабилността на консервативните режими в Европа и на практика превръща Османската империя в свой протекторат.
Офицерите, воювали срещу Наполеон в Западна Европа, донасят в Русия идеите на либерализма и част от тях правят опит за ограничаване на властта на императора с неуспешното Декабристко въстание от 1825 година. Към края на консервативното управление на Николай I (1825 – 1855) социалното и технологично изоставане на страната стават все по-видими и довеждат до унизителното ѝ поражение в Кримската война. Новият император Александър II (1855 – 1881) започва мащабни реформи, сред които е премахването на крепостничеството през 1861 година. Тези реформи дават тласък на индустриализацията и модернизират армията, която провежда успешната Руско-турска война от 1877 – 1878 година, довела до изтласкването на Османската империя от голяма част от Балканите. През голяма част от XIX век и първите години на XX век Русия и Британската империя се борят за влияние в Афганистан и съседните територии на Централна и Южна Азия, като съперничеството им става известно като Голямата игра.
В края на 19 век се вижда възхода на различни социалистически движения в Русия. Александър II е убит през 1881 от революционни терористи. Управлението на неговия син Александър III (1881 – 1894) е мирно, но съпътствано от възход на социалния консерватизъм и антисемитизма. При управлението на последния император Николай II (1894 – 1917) в страната избухват масови размирици, повод за които става унизителното поражение в Руско-японската война. Вълненията са потушени, но императорът е принуден да проведе значителни реформи с приемането на конституция, гарантираща свободата на словото и събранията, легализирането на политическите партии и създаването на изборен парламент – Държавна дума.
През 1914 година Русия влиза в Първата световна война в подкрепа на своя съюзник Сърбия, и през следващите години воюва на няколко фронта, изолирана от главните си съюзници в Антантата. С настъплението на Брусилов през 1916 година руската армия почти напълно унищожава войските на Австро-Унгария, но предвоенното социално напрежение се засилва от нарастващите разходи и тежките жертив във войната и корупцията на управляващия режим, предизвиквайки нова революция. В началото на 1917 година император Николай II е принуден да абдикира и властта е поета от Временно правителство – неустойчива коалиция на разнородни политически партии. На 14 септември (1 септември стар стил) Временното правителство обявява Русия за република, слагайки край на Руската империя.

### Съветска Русия
Възползвайки се от нестабилността на Временното правителство, на 7 ноември (25 октомври) 1917 година крайната партия на болшевиките извършва въоръжен преврат и установява контрол над столицата Санкт Петербург. Макар да претърпяват тежко поражение в последвалите общи избори, през януари 1918 година болшевиките разпускат новоизбраното Учредително събрание, поставяйки началото на продължила повече от пет години тежка Гражданска война. Още през март 1918 година болшевишкото правителство сключва сепаративния Брест-Литовски мирен договор, отказвайки се от обширни територии в Източна Европа и повече от половината от руския промишлен капацитет. От първоначалната си база в историческото ядро на Русия болшевиките постепенно надделяват военно над своите противници, които имат тежки разногласия и помежду си – сред тях има от консервативни монархисти до крайнолеви социалисти и анархисти, множество националноосвободителни движения, опитващи се да се освободят от руския контрол, както и военни контингенти на други държави, подкрепящи различни фракции. С успеха си в Гражданската война те си връщат контрола и над някои от загубените в началото територии – голяма част от Украйна, Задкавказието, Средна Азия – които получават административна обособеност в рамките на създадената през 1922 година федерация Съюз на съветските социалистически републики.
Още в хода на Гражданската война в страната е установена монополна политическа власт на Болшевишката партия, която постепенно се слива с централизирания държавен апарат, формирайки един от първите тоталитарни режими, оглавен от Владимир Ленин, а след смъртта му през 1924 година от Йосиф Сталин. В създадената система на масов терор – засегнала и самата Болшевишка партия с Голямата чистка – през мрежата от трудови лагери преминават между 18 и 20 милиона души, 6 – 7 милиона са разселени, а 1 до 1,6 милиона загиват. В съответствие с комунистическата идеология режимът поставя икономиката под пълен държавен контрол, провеждайки политика на ускорена индустриализация и колективизация на селското стопанство, която довежда до масов глад, засегнал десетки милиони и довел до смъртта на 5,7 до 8,7 милиона души.
След редица провалени опити за постигане на антихитлеристки пакт с Великобритания и Франция, руското правителство решава вместо това да си осигури пакт за ненападение с Германия. Докато Хитлер завладява Полша, Франция и други страни, които действат на един фронт в началото на Втората световна война, СССР се превъоръжава ударно и успява да си възвърне някои от бившите територии на Руската империя чрез кампанията в Полша и Зимната война. На 22 юни 1941 г. нацистка Германия изненадващо нахлува на територията на СССР с най-голямата и мащабна инвазия в човешката история, като по този начин се открива най-големия фронт на Втората световна война – Източният. Вермахта постига огромен успех в началото на инвазията, като обкръжава и пленява близо 4 милиона съветски войници. Само за една година около 2,8 милиона от тях са екзекутирани или убити чрез гладуване, което е най-интензивният геноцид в историята на човечеството. Немската офанзива обаче е спряна в битката за Москва. Впоследствие нацистите претърпяват голямо поражение в битката за Сталинград през зимата на 1942 – 43, след това в битката при Курск през лятото на 1943 година и не успяват да превземат Ленинград въпреки наложената му 900-дневна обсада. Под ръководство на Сталин и командири като Георги Жуков и Константин Рокосовски, както и благодарение на пропагандата, СССР тотално мобилизира промишлеността и населението си в борбата с окупационните сили и през 1944 година немците вече са в отстъпление. Съветските войски преминават през Европа (1944 – 45) и превземат Берлин през май 1945, което слага край на Втората световна война в Европа. През август 1945 съветската армия изтласква японските войски от Манджурия и Северна Корея, което допринася и за капитулацията на Япония. Последиците от т.нар. Велика отечествена война са над 26,6 милиона загинали цивилни и военни, което представлява около една трета от всички жертви на Втората световна война. Около 85% от загиналите са били от РСФСР, а над 80% са били от руски произход. Въпреки почти пълното опустошение на европейска Русия, Украйна и Беларус, СССР излиза от войната като световна суперсила.
След края на войната Източна Европа навлиза в сферата на влияние на СССР. Създава се комунистическа Източна Германия, а в останалите източноевропейски страни (изкл. Финландия) комунистически правителства заместват управлявалите дотогава авторитарни монарси и десни автократични режими. Близката интеграция на тези страни довежда до създаването на икономически съюз – Съвет за икономическа взаимопомощ (СИВ) през 1949. Същата година СССР взривява първата си атомна бомба и консолидира комунистическите правителства в новосъздадените Китайска народна република и Северна Корея. Западните страни възприемат тези стъпки като заплашително нарастване на съветското влияние в световен мащаб и сформират военнополитическия блок НАТО, с което се поставя началото на Студената война. Съветският съюз отговаря с формирането на военен съюз на Варшавския договор през 1955 г. Т. нар. „блоково противопоставяне“ започва – от една страна са водените от САЩ капиталистически държави, а от друга – водените от СССР комунистически държави. През целия период на Студената война двете суперсили се борят за влияние, инсталирайки диктаторски марионетни режими и поддържайки радикални и терористични групировки по целия свят. СССР застава на страната на арабските страни по време на Израелско-арабския конфликт.
От 1953 до 1964 г. СССР е управляван от Никита Хрушчов, който осъжда култа към личността на Сталин и стартира политика на десталинизация. На 20-ия конгрес Хрушчов поставя въпроса за ексцесиите при управлението на Сталин в реч, озаглавена „За култа към личността и неговите последици“ (на руски: „О культе личности и его последствиях“). Изнася се информация за големите репресии и многобройните концлагери. Започва разформироването на системата от трудови лагери, освобождаване на политически затворници и „разведряване“ във вътрешната политика, изразяващо се в умерено увеличаване на личните и граждански свободи. Хрушчов обявява амнистия и либерализация на съветското общество. В същото време напрежението в отношенията със Съединените щати се засилва многократно. През 1956 г. СССР смазва опит за антиправителствено въстание в Унгария чрез разполагане на десетки хиляди войници в тази страна. СССР продължава да влага огромни средства в мащабни проекти: „Овладяване на целината“; развитие на атомните технологии с построяване на първата АЕЦ и първият атомен ледоразбивач в света; космическа програма с изпращането на първия изкуствен спътник и първия човек в Космоса. През 1961 г. в Куба са разположени съветски ядрени ракети със среден обсег, което предизвиква карибската ракетна криза. Въпросът е разрешен след като Хрушчов се съгласява да изтегли ракетите си от Куба, но заплахата от трета световна война и ядрен конфликт не намалява. Съветският съюз скъсва връзките си с Китай, където Мао Дзедун продължава отречената от социалистическия лагер сталинистка линия. През 1964 г. СССР бива оглавен от Леонид Брежнев, чието управление става известно като ерата на застоя – период, когато икономическият растеж се забавя, но международното напрежение спада. Икономическият застой е породен от липса на модернизация на промишлеността, неефективно усвояване и разпределение на природнте суровини, бюрокрация и несъразмерно високи военни разходи. През 1979 г. съветски войски навлизат в Афганистан. На международно ниво е заявено, че СССР влиза в Афганистан, ръководейки се от принципите на „пролетарския интернационализъм“ и в отговор на нееднократните молби на ръководството на страната и лично от президента Хафизула Амин за оказване на военна помощ в борбата с антиправителствените сили.
През 1980-те ерозията на икономиката и обществото вече става видима. Оглавилият страната през 1982 г. Юрий Андропов опитва да се справи с корупцията в системата, уволнявайки десетки министри и правейки за пръв път публично достояние фактите около стагнацията и злоупотребите. Михаил Горбачов прави опит да реформира системата в края на 1980-те чрез серия от реформи, наречени „перестройка“, но те в крайна сметка отключват серия от неконтролируеми социално-икономически процеси. СССР започва да се разпада към 1990 година, а през 1991 г. на прибалтийските републики е дадена независимост. На 17 март, след проведен референдум, огромното мнозинство от участващите граждани гласуват в полза на запазването на СССР и обновена федерация. През август 1991 г. обаче е извършен държавен преврат срещу Горбачов, който подкопава властта на КПСС и в крайна сметка довежда до пълния разпад на СССР. Съюзът официално престава да съществува на 25 декември 1991 г., когато и Руската съветска федеративна социалистическа република става независима под името Руска федерация.

### Руска федерация
Според конституцията в състава на Руската федерация влизат 83 субекта, 46 от които се наричат области, 21 – републики, девет носят името край, три са градове от федерално значение, четири са автономни окръзи и един е автономна област.
За първи президент на Русия е избран Борис Елцин. През септември 1993 г. с указ на президента е ликвидирана системата на съветите в Русия, а през декември е приета нова конституция. Икономическата либерализация е формирана около концепцията за т. нар. „шокова терапия, препоръчана от“ САЩ и Международния валутен фонд. Всичко това довежда до голяма икономическа криза, характеризираща се с 50% спад на БВП и промишленото производство между 1990 и 1995. Приватизацията до голяма степен измества контрола на предприятията от държавните агенции към частни лица с вътрешни връзки в държавната система. Много от новобогаташите и бизнесмените взимат милиарди в брой и ги реализират извън страната в огромни капитали. Депресията на държавата и икономиката довеждат до разпад на социалните услуги; раждаемостта се срива, а смъртността се повишава в пъти. Зараждат се масов алкохолизъм и наркомания, в резултат на които годишно умират хиляди хора. Милиони хора са захвърлени в бедност, от ниво на 1,5% бедност в края на съветската ера (1989) до 39 – 49% в средата на 1993. През 90-те години се вижда крайна корупция и беззаконие, възход на престъпни банди и насилие. Зараждат се и конфликти, породени от ислямски фундаментализъм в Чечня и Дагестан.
Русия поема отговорността за уреждането на външния дълг на СССР въпреки че населението на Русия е 60% от това на СССР по време на неговото разтрогване. Високият бюджетен дефицит причинява тежка финансова криза с хиперинфлация през 1998. В условията на тежката икономическа криза и конфликтът в Чечня, на 31 декември 1999 президентът Елцин подава оставка. Тогавашният министър-председател Владимир Путин се кандидатира за президент и спечелва изборите през 2000 година. Путин дава началото на Втората чеченска война, която се увенчава с успех за руската армия и чеченските терористични групи са смазани, а на Чеченска република Ичкерия е сложен край и тя се връща в състава на федерацията. В рамките на два последователни мандата Путин поддържа много висок икономически растеж и връща Русия на световната икономическа и дипломатическа сцена. Западът критикува управлението му заради ограничаването на гражданските свободи, но вътре в страната той се радва на голяма популярност заради икономическото възстановяване, увеличаване на доходите и намаляването на престъпността. След края на президентския мандат на Дмитрий Медведев, Путин отново става президент през 2012 година.
На 22 август 2012 Русия става член на Световната търговска организация.

#### Трети президентски мандат за Путин и радикализация на руската политика
Съпътстващите президентските избори в Русия протести от 2012 – 2013 не успяват да възпрепятстват избирането на Путин за президент, който дори успява да получи в някои избирателни райони над 146% при общи резултати подкрепа от 63,6%, като заради водената националистическа и агресивна политика и кампания до 82% са готови да подкрепят Путин.
През март 2014, Русия, след навлизане на нейни въоръжени войски в АР Крим (Украйна), провежда незаконен според Конституцията на Украйна референдум, който с голямо мнозинство гласува присъединяване към Руската федерация на Крим и следователно отделяне от Украйна. Към началото на април 2014 Русия има разположени около 40 000 войски, включително моторизирани и въздушни, по източната граница на Украйна, като според анализатори това предхожда атакуване на Източните региони на Украйна. Страните от НАТО са въвели основно икономически и ограничени санкции към Русия заради нейните действия, като на 3 април 2014 РФ оттегля военното си аташе от НАТО.

#### Украинска криза
Макар термините украинска криза, анексиране/присъединяване на Крим и Севастопол, нова студена война и т.н. да изглеждат вече наложени, според някои анализатори става дума за неконвенционална война (подготвяна поне от 2008 година насам) на Русия срещу Украйна, както и започването на действия по Четвърта световна война (Третата според тях е Студената война от втората половина до 1990-те години) на Русия и „Руския свят“ срещу англосаксонските държави.
Според Франсис Фукуяма обаче „Русия се бори за възстановяването на своето национално достойнство, а кризата около Украйна няма никакво отражение над територии извън бившия СССР“, този вид трактовка отговаря на търсенията на новия евразийски и панславистки национализъм в Русия, ползващ и термина Нова Русия и който непрекъснато търси исторически и други основания, които да разширяват границите на днешната Руска федерация и Русия сама по себе си. В района на Крим и Севастопол се намира най-голямата военноморска база на Русия с излаз на Черно море. Това е и една от основните причини Русия да се опитва да запази този район.
През 2022 Руската федерация поднови агресията си срещу Украйна, размразявайки руско-украинския конфликт. Подновената война бързо се превръща в най-кървавият военнен конфликт в Европа след края на Втората световна война. Президентът на Руската федерация оправдава нападението срещу Украйна с безпочвени твърдения за присъствие на неонацисти в Украйна. В резултат на руската агресия, близо 1/6 от Украйна (украинските области Херсон, Запорожие, Донецк и Луганск, в допълнение на анексираният през 2014 Крим) е под руска окупация, с последващото им анексиране. Световната общност осъжда окупацията и последващото анексиране.

## Демография
Населението на Руската федерация възлиза на около 146 700 000 жители. Гъстотата на населението е 9 души/km², като по този показател е една от най-слабо населените страни в света. Населението е предимно градско. Повечето от близо 150-те милиона руснаци произхождат от групата на т. нар. източни славяни.
Възрастова структура (2008 г.):
- 0 – 14 г. – 14,6% (мъже 10 557 858/жени 10 033 254);
- 15 – 64 г. – 71,2% (мъже 48 187 807/жени 52 045 102);
- 65 г. и повече: – 14,1% (мъже 6 162 400/жени 13 695 673).

### Етнически състав
Според преброяването от 2010 година, 81 % от населението на Русия се състои от етнически руснаци. Над 160 етнически групи живеят в границите на Русия. По население Русия се нарежда на осмо място в света и на първо в Европа, макар и гъстотата на населението да е много ниска. Около 75% от населението живее в градските райони.
Населението на Русия е 148 689 000 души през 1991, малко преди разпадането на СССР. В средата на 1990-те спадът е много рязък. Смъртността се повишава неколкократно, а раждаемостта спада. През 2009 Русия отбелязва годишен ръст на населението за първи път от петнадесет години, с общ ръст от 10 500. Същата година 279 906 имигранти от страните от ОНД пристигат да работят в Русия. Броят на руските емигранти постоянно намалява – от 359 000 през 2000 година те са намалели до 32 000 годишно заради подобряването в стандарта на живот. Около 116 милиона етнически руснаци живеят в Русия и около 20 милиона живеят в други бивши републики на СССР, най-вече в Украйна, Казахстан и Беларус.
Процентът на раждаемост е по-висок от този в повечето европейски страни (12,6 раждания на всеки 1000 души към 2010, сравнено с 9,90 на 1000 за ЕС), но процентът на смъртност също е значително по-висок (14,3 на 1000 за Русия срещу 10,28 на 1000 за ЕС). През 2011 година населението нараства със 191 000 души. Правителството прилага редица програми, предназначени за повишаване на раждаемостта и привличане на повече мигранти. Месечните плащания на правителството за подпомагане на деца се удвояват до 55 щ.д., а от 2007 година насам всяка жена получава еднократна помощ от 9200 щ.д. за второ дете.

### Вероизповедания
Православното християнство, ислямът, будизмът и юдаизмът са традиционни религии в Русия, част от историческото наследство на Русия. Руската православна църква е най-голямата автокефална църква в Русия, а и в света.
Великден е най-популярният религиозен празник в Руската федерация. Празнуват го над 90% от всички руски граждани (източноправославни), включително голям брой нерелигиозни. Повече от три четвърти от руснаците празнуват Великден с традиционните козунаци, боядисани яйца и традиционното руско ястие (на руски: Па́сха) или преведено на български „Великден“.
От покръстването на Киевска Рус през 10 век руското православие е доминиращата религия в страната. Над 100 милиона граждани се смятат за руски православни християни. 95% от регистрираните православни енории принадлежат на Руската православна църква, има редица по-малки православни църкви. Въпреки това по-голямата част на православните вярващи не ходят на църква редовно. Също съществуват малки християнски деноминации, като католици, както и различни протестантски църкви. Русия е известна с красивите си и скъпи църкви, със златни и разноцветни куполи. Един от символите на Русия и руската архитектура е катедралата „Св. Василий Блажени“, построена през 1561 г. до Червения площад.
Мюсюлманите в Русия са между 7 и 9 милиона. Там има около 2 – 3 милиона временни мюсюлмани – мигранти от територията на бившия СССР. Повечето мюсюлмани живеят в Татарстан и в Кавказ.
Будизмът е традиционен за три региона на Руската федерация: Бурятия, Тува и Калмикия, както и за някои жители на сибирски и далекоизточни региони, като Чукотка и Якутия. Славяните са предимно православни християни, тюркскоговорещите са предимно мюсюлмани, а монголските народи са будисти.

### Езици
Живущите в Русия 160 етнически групи говорят около 100 езика. Според преброяването от 2002 г., 142,6 млн. души говорят на руски, следвани от татарски с 5,3 милиона и украински с 1,8 милиона говорещи. Руският е единственият официален език на държавата, но Конституцията дава право на федералните републики да направят родния си език втори официален, непосредствено след руския. Руският език е бил официален език на СССР.
Руският език е географски най-широко разпространеният език на Евразия и най-широко разпространеният славянски език. Той принадлежи към индоевропейското езиково семейство и е един от живите членове на източните славянски езици, а другите два са беларуски и украински. Писмените извори на Стария Източен славянски (Стария руски) се датират от 10 век насам.
Руският езиков център твърди, че една четвърт от световната научна литература е публикувана на руски език. Също така се прилага като средство за кодиране и съхраняване на универсално познание, 60 – 70% от цялата световна информация се публикува на английски и руски език. Руският е един от шестте официални езика на ООН. За поддържането в чужбина, разпространението и поощряването на ученето му се грижат някои руски организации, най-голямата от които е Россотрудничество.

## Здравеопазване
Руската конституция гарантира безплатно и универсално здравеопазване за всички граждани. На практика обаче безплатно здравеопазване е частично ограничено поради задължителна регистрация. Въпреки че Русия има повече лекари, болници и здравни работници от почти всяка друга страна в света на глава от населението, след разпадането на СССР здравето на руското население е намаляло значително като резултат от социални и икономически промени в начина на живот; тенденцията е обърната, само през последните години, средната продължителност на живота се е увеличила с 2,4 години за мъжете и 1,4 години за жените между 2006 и 2009 г.
Считано от 2009 г. средната продължителност на живота в Русия е 62,77 години за мъжете и 74,67 години за жените. Най-големият фактор, който допринася за относително ниската продължителност на живота при мъжете е висока смъртност сред мъжете в трудоспособна възраст от предотвратими причини (например отравяне с алкохол, пушене, пътнотранспортни произшествия). Голямата разлика между двата пола в продължителността на живота е в резултат на високите жертви по време на Втората световна война. Неравновесието между половете остава и до днес и има 0,859 мъже на всяка жена.
През 2014 г. Русия изнася лекарства за 15 млрд. рубли. Попада и сред челната петица на производителките на медицински изотопи.

## Образование
Русия има безплатна образователна система. Конституцията гарантира това право на всички граждани. Субсидирането на висшите училища е силно конкурентно.
От 1990 г. е въведено 11-годишно средно образование. Средното и висшето образование в държавните училища е безплатно. През 2010 г. руското образование е обявено за едно от най-добрите в развитите страни.

През 2004 г. държавните разходи за образование възлизат на 3,6% от БВП, което представлява 13% от консолидирания държавен бюджет. Правителството отпуска финансиране, за да се плащат таксите за обучение в рамките на установената квота или броя на студентите за всяка държавна институция. В институциите за висше образование, на студентите им се плаща стипендия и осигуряват безплатни жилища. 
Най-старите и най-големите руски университети са Московския държавен университет и Санктпетербургския държавен университет. През 2000 г., с цел създаване на по-добро висше образование и изследователски институции с подобен мащаб в руските региони, правителството стартира програма за създаване на федерални университети, най-вече чрез сливане на съществуващите големи регионални университети и изследователски институти, като им предоставя специално финансиране. Тези нови институции включват Южния федерален университет, Сибирския федерален университет, Казано-Волжки федерален университет, Североизточен федерален университет и Далекоизточен федерален университет.

### Рейтингови класации
Руските университети се намират на челните места в редица световни проучвания. На изследване, показващо най-добрите университети в страните от БРИКС, Русия в челната стотица е представена от седем университета. Първи между тях е Московският държавен университет, класиран на пето място. През 2015 г. Московският университет заема 25-о място според американския изследователски център Times Higher Education. Две години по-рано през 2013 г. МГУ се намира в групата на университетите на 250-266-о място, след което през 2014 заема 196-а позиция, през същата година се нарежда и на 8-о място сред най-добрите университети в Европа. Санктпетербургският университет влиза в челната стотица през 2015, заемайки 81-80-о място. В Русия се реализира т.нар. „Проект 5 – 100“, насочен към повишаване на международния авторитет на руските университети. Същността му се състои в това, че до 2020 г. пет руски университета трябва да са в стоте най-добрите висши учебни заведения в света.

### Русия като център за интернационално обучение
Към руското образование сериозен интерес от страна на чуждестранните студенти има още през времената на Съветския съюз, като се набляга на високата подготовка и възможностите за професионално развитие.[неблагонадежден източник]

През 50-те и 60-те години Съветският съюз решава да окаже културна помощ на страните, получили свобода от колониална зависимост, поради което е създаден и Руският университет на дружбата на народите (РУДН) за подготовка на високо квалифицирани национални кадри за страните от Азия, Африка и Латинска Америка и възпитание в дух на дружба между нациите. Освен това университетът дава възможност на младежи от по-бедните семейства да получат образование. Московският държавен институт по международни отношения е един от най-престижните и е подготвял дипломатите на повечето страни от Източна Европа и руската сфера на влияние, стоейки на челните позиции.
През 2008 в Русия е приет закон за създаване на държавни квоти за университетите, според които за сметка на държавния бюджет могат да учат не повече от 10 000 чуждестранни студенти. През 2015 г. броят на чужденците, учещи в Русия, се покачва с 14,4% спрямо предходната година и числото им достига 186 000, като най-големият им брой е от бившите съветски републики, Китай, Индия, Малайзия, Виетнам, някои африкански страни и др.

## Държавно управление

### Държавно устройство
Държавното устройство на Руската федерация се определя от Конституцията, която е приета през 1993 г.
Според Конституцията на Русия страната е федерация и е полупрезидентска република, при която държавен глава е президентът на Руската федерация, избиран на 6 г. с всеобщо тайно гласуване, който е върховен главнокомандващ на Въоръжените сили. Министър-председателят е главата на правителството. Правителството включва министър-председателя, неговите заместници, министри и избрани други лица; всички се назначават от президента по препоръка на министър-председателя (като за назначаването им се изисква съгласието на Държавната дума).
Руската федерация, съгласно с политически изказвания на нейните президенти Путин и Медведев и други политици с високи постове, е от президентски вид.
Макар и с много широки пълномощия на президента, тя е президентско-парламентарна република по мнението на председателя на Конституционния съд на РФ и съавтор на действащата конституция Валерий Зоркин, както и на много други учени.
Водещи и парламентарно представени политически партии са: управляващата „Единна Русия“, Комунистическата партия, Либерално-демократическата партия и „Справедлива Русия“.
Представителен и законодателен орган на Руската Федерация е двукамарното Федерално събрание на Руската федерация, което се състои от Съвет на федерацията и Държавна дума. В Съвета на федерацията влизат по двама представители от всеки регион на Русия. Половината от депутатите в Държавната дума се избират по едномандатни окръзи по мажоритарната система, другата половина – по партийни списъци на основата на пропорционалната система. Напоследък мажоритарните елементи бяха премахнати. Членовете на Федералното събрание се избират веднъж на 4 години.
Изпълнителната власт се осъществява от правителството на Руската федерация. Председателят на правителството се назначава от президента със съгласието на Държавната дума.
Законодателните събрания (парламенти) в регионите се избират по смесена система.
От 12 декември 2004 година Владимир Путин подписва закон за утвърждаването на главите на субектите на РФ от регионалните парламенти по предложение на президента на Руската федерация.
Законът заменя всенародните губернаторски избори с процедурата „даване на пълномощия от висшето длъжностно лице на РФ“. Законът допуска разпускане на регионалните парламенти в случай на неприемане от него на кандидатурата, предложена от президента.
Губернаторите се назначават за срок от 5 години и могат да заемат своя пост неограничен брой пъти.
Западните наблюдатели повдигат въпроса колко голяма част от политическата система на Русия, отговаря на западните либерални и демократични идеали. Политолозите често се оплакват от трудности при класифицирането на политическата система в Русия. Според Стив Уайт по време на председателството на Путин, Русия ясно показа, че нямат никакво намерение за създаване на „второто издание“ на американска или британска политическа система, а по-скоро система, която е близо до собствени традиции на Русия и обстоятелства.

### Международни отношения
Руската федерация е призната от международното право като наследник на бившия Съветски съюз. Русия продължава да изпълнява международните ангажименти на СССР, и е заела постоянното място на СССР в Съвета за сигурност на ООН, членството в други международни организации, правата и задълженията по международни договори, както и имуществото и дълговете. Русия има многостранна външна политика. Считано от 2009 г., поддържа дипломатически отношения със 191 страни и разполага със 144 посолства. Външната политика се определя от председателя и се изпълнява от Министерството на външните работи на Русия.
Като наследник на бивша суперсила, геополитическият статут на Русия е често обсъждан, особено по отношение на еднополюсни и многополюсни виждания за глобалната политическа система. За Русия е общоприето да бъде велика сила, през последните години се характеризира с редица световни лидери, учени, коментатори и политици, се възстановява като потенциална суперсила.
Важен аспект на отношенията на Русия със Запада са критиките от западните правителства към политическата система на Русия, незачитането на човешките права и липсата на свобода за средствата за масово осведомяване. Организациите Амнести Интернешънъл и Хюман Райтс Уоч наблюдават процесите в Русия и се борят за политическите права и гражданските свободи. Freedom House, международна организация, финансирана от САЩ, определя Русия като „несвободна“ поради „фалшифициране на изборите“ и „липса на дебат“. Руските власти отхвърлят тези твърдения и особено критикуват Freedom House. Руското министерство на външните работи нарече „нагласен“ доклада на „Свобода в света“ за 2006 г., като посочи, че въпросите за човешките права са били превърнати в политическо оръжие, по-специално от Съединените щати. Министерството също така твърди, че организации като Freedom House и Хюман Райтс Уоч основават изводите си на „изолирани факти“, които могат да бъдат намерени във всяка страна.
Русия е един от петте постоянни члена на Съвета за сигурност на ООН и играе важна роля в поддържането на международния мир и сигурност. Общото събрание на ООН временно отстрани Русия от Съвета по правата на човека на ООН във връзка със съобщенията за „груби и системни нарушения и злоупотреби с правата на човека" от страна на нахлулите в Украйна руски войски. Русия участва в Четворката за Близкия изток и на шестстранните преговори със Северна Корея. Русия е била член на Г8 (големите осем) от 1997 до 2014 г., но след изключването на Русия през 2014 г. форматът се променя на Групата на седемте, съкратено Г7. Русия обикновено заема водеща роля в регионалните организации, например страните от ОНД, ЕАИО, ОДКБ и ШОС. Владимир Путин е пледирал за стратегическо партньорство с тясна интеграция в различни размери, включително установяване на общи пространства между ЕС и Русия. След разпадането на СССР, Руската федерация е разработила по-приветливи, макар и променливи отношения с НАТО. Съветът НАТО-Русия е създаден през 2002 г., за да позволи на 26-те съюзници и Руската федерация да работят заедно като равноправни партньори и да търсят възможности за съвместно сътрудничество.
Русия поддържа силни и позитивни отношения със страните от БРИКС. През последните години страната се стреми да укрепи връзките си с Китай чрез подписване на договор за приятелство, износ на оръжия и военни технологии, както и изграждането на Транс-сибирски нефтопровод, който да покрива китайските енергийни нужди.

### Въоръжени сили
Въоръжените сили на Руската федерация отговарят за отбраната на страната и провеждане на операции зад граница. Те са разпределени в три клона – сухопътни войски, военноморски флот, военновъздушни сили, допълнени от самостоятелните стратегически ракетни войски, въздушно-космически отбранителни сили и въздушно-десантни войски. Руската армия е наследник на въоръжените сили на СССР, които до разпада му са най-многочислените и едни от най-високотехнологичните в света. Върховен главнокомандващ е президентът на Русия, а Министерството на отбраната управлява дейностите на генералния щаб и неговите отдели.
Редовният числен състав възлиза на 766 000 души, което прави руските въоръжени сили петите по големина в света. Към тях се добавят и между два и 20 милиона резервисти и 474 000 служещи в полувоенни формирования.

### Административно деление
Русия е държава с федеративно устройство. В състава ѝ влизат 1066 града и 2070 населени места от градски тип (1994). Столицата е Москва. В състава на Руската федерация влизат 83 равноправни юридически субекта:
- 22 републики;
- 9 края;
- 46 области;
- една автономна област;
- 4 автономни окръга;
- 3 града с федерално значение (Москва, Санкт Петербург, Севастопол).

Следните републики, области и краеве са отбелязани с буквени и цифрови съкращения:
| - Адигея – АД - Кабардино-Балкария – КБ - Мордовия – МО - Калмикия – КМ - Северна Осетия – СО - Удмуртия – УД - Чувашия – ЧВ | - Башкортостан – БШ - Ингушетия – ИН - Карачаево-Черкезия – КЧ - Марий Ел – МЕ - Татарстан – ТТ - Хакасия – ХА - 1. Астраханска обл. | - 2. Владимирска - 3. Волгоградска - 4. Воронежка - 5. Ивановска - 6. Калужка - 7. Кемеровска - 8. Костромска | - 9. Ленинградска - 10. Липецка - 11. Московска - 12. Нижегородска - 13. Новгородска - 14. Орловска - 15. Пензенска | - 16. Ростовска - 17. Рязанска - 18. Самарска - 19. Свердловска - 20. Тамбовска - 21. Тулска - 22. Уляновска | - 23. Челябинска - 24. Ярославска - 25. Саратовска - 26. Тверска - 27. Кировска - 28. Оренбургска - 29. Курганска | - 30. Тюменска - 31. Омска - 32. Новосибирска - 33. Калининградска - 34. Пермски - 35. Краснодарски - 36. Ставрополски |

На 13 май 2000 г. с указ № 849 на президента на Руската федерация са създадени 7 федерални окръга, които обединяват юридическите субекти от състава на федерацията.

## Икономика
Русия има етатистка смесена икономика с висока концентрация на блага в правителството. След разпада на Съветския съюз започва преход от сравнително затворен планов модел към глобално ориентирана пазарна икономика. В първите години на този преход очакването е, че страната ще наследи силните социални програми на СССР и ще се превърне във високоразвита икономика. Нито едно от тези очаквания не се сбъдва. Управлението на ключови държавни компании е поето от малък, добре свързан елит, а най-големите предприятия в областта на енергетиката, тежката промишленост, телекомуникациите и транспорта остават в държавни ръце. Този преходен период се отличава с хиперинфлация, възлизаща на 2500% през 1992 година, корупция, слаби институции, обширна сива икономика и организирана престъпност. В периода 1998 – 2008 година се наблюдава значителен икономически растеж, основан на приходите от петрол и газ. Брутният вътрешен продукт нараства средно със 7% годишно, благодарение на реформаторска данъчна и фискална политика, насочена срещу олигарсите. В този период отслабва влиянието на местната власт, увеличават се приходите на федералното правителство, поддържа се висока фискална дисциплина, а данъчната реформа значително стимулира развитието на малкия и среден бизнес. Въпреки това икономиката продължава да страда от ширещата се корупция, липсата на защита за правата върху собствеността и вмешателство на държавата в частния сектор. С настъпването на световната финансова криза досегашният модел на увеличение на доходите и големи инвестиционни проекти спира да бъде ефективен. Въпреки лекото възстановяване на растежа благодарение на повишения износ през 2013 година, липсата на широки структурни реформи подкопава доверието както на инвеститорите, така и на потребителите, и значително забавя ръста на икономиката. 
Световната банка определя Русия като държава с висок доход на населението, чийто брутен вътрешен продукт (ППС) се равнява на 2,55 трилиона щатски долара – седмият най-голям в света и вторият в Европа. Общото богатство на страната се равнява на 1,2 трилиона щатски долара. Номиналният БВП на глава от населението за 2012 година е 14 178 щ.д., а за 2013 неговата ППС стойност е 24 140 щ.д. Разпределението му вътре в страната обаче е изключително неравномерно: по данни на ООН от 2009 година този показател варира от 3494 щ.д. в Ингушетия до 57 175 щ.д. в Тюменска област. Последователната фискална политика през годините довежда до много нисък публичен дълг (7,9% от БВП) и излишък по текущата сметка в размер на 74,8 млрд. щ.д., четвъртият най-голям в света. Работната сила възлиза на 75 290 000 души. По-голямата част от нея е заета в сектора на услугите (62,5%), следван от индустрията (27,8%) и селското стопанство (9,7%). Русия е част от Евразийския икономически съюз и се присъединява към Световната търговска организация през 2011 година.
От края на 2014 г. Русия навлиза в период на рецесия, обусловен от ниските цени на петрола и икономическото ембарго, последвани от падане на националната валута. Руското правителство обявява 2-годишен план за излизане от кризата, както и цялостен план за намаляване на зависимостта на руската икономика от износа на горива до 2035 г. В същото време Русия започва и стратегическо сближаване с бързо развиващите се азиатски икономики на Индия и Китай в сферата на икономиката, отбраната и инфраструктурата чрез съвместни проекти и сделки. През 2015 г. на форум в Санкт Петербург биват подписани 29 договора на обща стойност 1 трлн. щатски долара за инвестиции на КНР в Русия. РФ планира до 2018 г. да създаде мегапроекра „Сила Сибири“ на стойност 55 млрд. щатски долара за пренос на природен газ към Китай, заедно с общ фонд на стойност 2 млрд. щатски долара за селскостопански проекти в двете страни, а огромният икономически проект „Пътят на коприната“, движен от КНР и Русия, е насочен към създаването на транспортен, енергиен и търговски коридор между страните от Централна и Южна Азия и Европа. Националната валута на Руската федерация е руската рубла.

През последните години Русия многократно е била описвана в медиите като енергийна суперсила. Страната има най-много запаси на природен газ в света, и има осмият по големина доказан запас от петрол. Русия е най-големият в света износител и вторият най-голям производител на природен газ, като в същото време и най-големия износител и производител на петрол. През 2012 тези два ресурса осигуряват 52% от приходите във федералния бюджет и съставят 70% от общия износ, като се планира до 2035 г. процентите да паднат като част от плана за диверсификация на иконокиката. Държавните компании „Роснефт“ и „Газпром“ контролират по-голямата част от находищата и са главните износители, а руските „Лукойл“, „Сургутнефтегаз“ и чуждите „Shell“, „ExxonMobil“ и „British Petroleum“ притежават малки дялове в добива и износа. 
Освен нефт и газ, Русия изнася метали, дървесина, химикали и разнообразна гражданска и военна продукция. В това число влизат злато, торове, зърнени култури, турбини, ядрени реактори, техника, оптически и медицински инструменти, автомобили, пътнически самолети, железопътни вагони, кораби, електроника, пластмаси и други. Започва активно да се развива и в производство на високо качествено LTE оборудване и високи технологии, водеща роля където има именно държавната корпорация „Ростех“, а при автомобилостроенето – концерните „АвтоВАЗ“ и „Камаз“. През 2011 г. делът на промишлеността в БВП е 36,9%, в последните години Русия е и един от най-големите производители на пшеница и въобще на земеделска продукция. Най-големите индивидуални външнотърговски партньори в износа са Нидерландия, Китай и Германия и някои страни от ОНД, а 41% от цялата външна търговия се осъществява с Европейския съюз. По-голямата част от членките на ЕС са нетни вносители на руски стоки (най-вече горива и минерали), докато няколко страни, сред които Германия, Франция и Италия, са нетни износители на стоки към руския пазар, а в международен план сред най-големите вносители влизат и Китай, Украйна и Япония. От своя страна Русия внася машини, компютри, дрехи, автомобили и лекарства, и е вторият най-голям автомобилен пазар в Европа след Германия. Заедно с това страната има задълбочени инвестиционни взаимоотношения с ЕС – около 75% от директните чуждестранни инвестиции в икономиката идват от страни-членки на ЕС, а Кипър и Великобритания са сред най-големите получатели на руски инвестиции. През 2012 година Русия е осмият най-голям инвеститор в световен мащаб.

## Транспорт

### Автомобилен транспорт
Русия има обширна и добре развита транспортна мрежа. Пътната мрежа се състои от 1 283 387 km пътища, от които почти 928 000 (вкл. над 39 000 km магистрали) са асфалтирани. Дължината на пътищата от федерално значение е 50 000 km. По дължина на автомобилните пътища Русия превъзхожда всички европейски страни освен Франция и заема 7-о място в света. По съотношение с броя на населението плътността на автомобилните пътища е около 5,3 km на хиляда жители.
В Русия се наблюдава активен ръст на автомобилизацията на населението. Ако през 2000 г. броят на леките автомобили е 20 млн., то през 2010 г. броят им пораства до 34 млн. Общото количество на официално регистрираните автомобили за 2010 г. достига 40 млн., от които камиони са 5,4 млн. Нивото на автомобилизация в РФ за 2009 г. е 270 автомобила на 1000 жители.
Броят на пътнотранспортните произшествия (ПТП) е около 200 хиляди годишно, в които умират около 27 хиляди души, загубите от ПТП съставляват около 2,5% от БВП. Броят на загиналите на 100 хиляди автомобила се явява едно от най-ниските в страните от ОНД и в последните години пада: от 2004 до 2011 г. числото на загинали в ПТП пада с 19% процента при ръст на автопарка за същия период с 35%.

### Железопътен транспорт и метро
Железопътните линии са с обща дължина от 87 157 km, на второ място в света след САЩ, като над 44 000 km от тях са електрифицирани. Държавната железопътна компания („Российские железные дороги“) е една от най-големите в света с над 1,2 милиона служители, и е монополист в жп-транспорта. Тя генерира над 3,6% от брутния вътрешен продукт и поддържа 39% от общия трафик на товари и повече от 42% на пътническия трафик. През 2013 е обявена програма на стойност 13 млрд. щ.д. за модернизация и ремонт на инфраструктурата. През 2014 г. Китай и Русия започват строежа на железница, която да свързва мегаполисите Пекин и Москва, а стойността на проекта е 242 млн. щатски долара.
Седем руски града – Москва, Санкт Петербург, Нижни Новгород, Новосибирск, Самара, Екатеринбург и Казан, имат подземно метро, а Волгоград разполага с метротрам. Московското метро е едно от най-натоварените в света с над 6,7 млн. пътници дневно (2012).

### Морски и речен транспорт
Руската федерация има големи морски пристанища на Азовско, Черно, Каспийско, Балтийско, Бяло и Баренцово море, както и на Северния ледовит и Тихия океан. Много от тези пристанища обслужват търговски флот от 1143 кораба, в това число 642 товарни и 244 петролни танкера. На морския транспорт принадлежи главна роля в междудържавния стокооборот, неговата важност се определя и от положението на Русия, която има излаз на 12 морета и три океана и дължина на морската граница 42 000 km. Общият стокооборот на 63-те руски морски порта в 2007 г. съставлява 451 млн. t, основна роля в който имат нефтът и нефтените продукти. През Северния ледовит океан е най-краткият морски път между Европейска Русия и Далечния изток.
Речният транспорт играе голяма роля в стопанството на Русия. Дължината на вътрешните водни плавателни пътища е 200 000 km. Речният транспорт има 3,9% от общия стокооборот, като през 2006 г. той съставлява 58 млрд. t.km. Основен за Русия се явява Волго-Камският речен басейн, на който принадлежи 40% от стокооборота на речния флот.
Други важни плавателни реки в европейските части на Русия са Северна Двина, Сухона, Онега, Свир, Нева, а в азиатската част – Об, Енисей, Лена, Амур.

### Въздушен транспорт
Въздушният транспорт се възползва от 1218 летища, най-натоварените от които са Шереметиево, Домодедово, Внуково в Москва и Пулково в Санкт Петербург. Общата дължина на пистите надхвърля 600 000 km. Националният авиопревозвач, Аерофлот, има редовни полети до 120 дестинации в над 50 страни и е член на SkyTeam. Освен нея има и още 46 авиокомпании, частна или държавна собственост. С летища разполагат още 18 града – Екатеринбург, Новосибирск, Уфа, Красноярск, Сочи, Самара, Ростов на Дон, Хабаровск, Владивосток, Иркутск, Калининград, Казан, Сургут, Тюмен и курортът Минералние води.

## Наука и технологии
Русия е една от държавите с най-голям научно-технически потенциал в света. Страната има 451 000 изследователи и най-големият брой учени в света, а 25% от завършилите висше образование са с дипломи по инженерни или научни специалности. Водещата научна институция е основаната през 1728 година Руска академия на науките, в която работят над 45 000 изследователи в 436 института из цялата страна. В съветската епоха тя получава силно държавно финансиране, но през 1990-те запада заради намалените финансови средства и емигрирането на специалисти и учени в други страни. Намаляването на ролята на Русия в световната наука продължава и в следващите години – между 2005 и 2010, публикуваните от руски учени статии и изследвания възлизат на 127 000. Това са 2,6% от всички публикувани изследвания в световен мащаб, сравнено с 2,9% от Индия и 8,4% от Китай. Между 1996 и 2008, делът на руските научни публикации е намалял с 24%, сравнено с намаление от 22% за Япония и 20% за САЩ. Основен проблем е нежеланието на РАН да предприеме структурни реформи, което принуждава правителството да увеличи средствата за научни изследвания в университетите и да организира конкурси за финансиране на модернизация, стипендии за екипи от учени, и други. През септември 2013 е предприета и реформа на РАН, според която бюджетът ѝ от 1,9 млрд. щ.д., имотите ѝ из страната и назначаването на директори ще бъдат управлявани от специализирана държавна агенция. Набелязани са и пет основни направления на развитие: енергийна ефективност, информационни и комуникационни технологии, космически технологии, ядрена енергетика и фармацевтика.
Днес Руската федерация заема място на водеща космическа сила в света. Космически изстрелвания се осъществяват от четири основни космодрума – Плесецк, Байконур, Домбаровски и Капустин Яр, а в процес на изграждане е т.нар. Източен космодрум. Страната е първа по брой космически изстрелвания на година – през 2011 в орбита са изстреляни 31 руски ракети, а през 2012 Русия изпраща в орбита 15 частни товара – повече от Европейския съюз (12), Китай (5) и САЩ (3). Роскосмос е държавната космическа агенция на страната, и единствената в света, която предлага туристически полети в Космоса. Тя управлява и дейностите в руския модул на Международната космическа станция (МКС), нейна е и разработката ГЛОНАСС. Страната има и богато наследство от космически постижения. Константин Циолковски създава ракетното уравнение, на което се основава голяма част от аерокосмическото инженерство. Русия първа изпраща в Космоса изкуствен спътник (1957), първите живи същества след околосветски полет (кучетата Белка и Стрелка), човек (Юрий Гагарин, 1961) и космическа станция (1971), и първа достига повърхността на Луната (1959), Венера (1966) и Марс (1971). Ростех е държавната компания, която отговаря за производството и износа на високо технологична военна и цивилна техника, като сред дейностите ѝ се числят автомобилостроене, авиостроене, строителство, оптика, фармация, медицинска техника и т.н.

## Култура
Руската култура се свързва с държавата Русия, и най-често (но невинаги) с етническите руснаци. Русия има огромен принос към световното културно наследство чрез своите постижения в литературата, философията, класическата музика, архитектурата, изобразителните изкуства, балета и киното. Ранната руска култура се свързва с източните славяни и викинги (варяги), техният специфичен начин на живот в гъстите гори на североизточна Европа и езическите им обичаи и бит. В края на 10 век Киевска Рус възприема православното християнство, което довежда до сливане на славянското и византийско наследство и предопределя развитието на руската култура през следващото хилядолетие. След падането на Константинопол през 1453 година Русия остава най-голямата (и единствена) православна държава в света, развивайки се по свой собствен модел, различен от този в Европа, за което спомага и популярната идея за Москва като Трети Рим. С управлението на Петър Велики навлиза и западноевропейско влияние. Изграждането на социалистически строй през 20 век се свързва с развитието на съветска култура, в която водеща роля има Руската съветска федеративна социалистическа република. Днес руската култура е известна по целия свят.
- Изглед от Калининград
- Джамията „Кол Шариф“ в Казан
- Монаси в Иволгински дацан, будистки манастир в Бурятия
- Ханти, полуномадски народ от руския север

В Русия живеят над 120 различни етнически групи, които говорят на много различни езици. От тях водещи са руският (официален), татарският и украинският. Етническите руски републики имат правото да считат езика на местната етническа група като „съофициален“. Руският език е най-разпространеният по географски признак език в Евразия, и най-говореният славянски език. Той е един от шестте официални езика на ООН, на него се публикуват над една четвърт от всички научни материали в света, а 60 до 70% от цялата информация в печатното и онлайн пространство се публикува на английски или руски език. Паралелно с него през вековете се развива една от най-обширните и богати литературни традиции. Руската поезия има редица ярки представители, като Александър Пушкин и Михаил Лермонтов. Деветнайсети век се отличава с творбите на Антон Чехов, Николай Гогол, Иван Тургенев, Лев Толстой и Фьодор Достоевски; Толстой и Достоевски често са определяни от литературните критици като най-великите писатели в историята. Русия е дала на света и 18 нобелови лауреати, 5 от които за литература (Бунин, Пастернак, Шолохов, Солженицин, Бродски).

### Спорт
Още от съветски времена спортът е силен източник на национална гордост за Русия. СССР участва на летни олимпийски игри за пръв път през 1952 и на зимни през 1956 година. Особено силни са съветските отбори по хокей на лед, където страната печели десетки олимпийски и световни титли, волейбол и баскетбол. Съветските гимнастици, лекоатлети, щангисти, борци и боксьори са сред най-добрите в света, и след разпада на Съветския съюз руските спортисти продължават да доминират международните съревнования в тези спортове. Русия е домакин на зимните олимпийски игри в Сочи през 2014 година и от 1994 година насам има 521 медала от зимни и летни олимпиади. Страната наследява и 1347 медала на Руската империя, СССР и обединения отбор на ОНД, но във вечната класация по медали те се считат отделно от руските.
Както в повечето страни по света, футболът е изключително популярен. В основата на дългогодишните руски футболни традиции е легендарният вратар Лев Яшин, чието представяне на олимпийските игри през 1956 носи злато на съветския футболен отбор. Днес в Русия има три професионални дивизии, а популярността на спорта сред жените нараства. Най-силното първенство е руската Премиер лига, в която играят някои от най-силните клубове в Европа. Сред тях са Зенит Санкт Петербург (14-и по коефициент на континента и носител на Купата на УЕФА 2008) и ПФК ЦСКА Москва (34-ти по коефициент и носител на Купата на УЕФА 2005). Русия ще бъде домакин и на Световното първенство по футбол през 2018 г.
Макар и хокеят на лед да се появява в Русия едва в съветско време, националният отбор скоро става лидер в международните съревнования. Между 1951 и 1991 година СССР печели над 20 световни титли. Успехът му се дължи на съветската система за развитие на играчите и треньора Анатолий Тарасов, който разработва иновативни техники на подаване, станали характерни за съветския отбор. Вратарят Владислав Третяк и защитникът Вячеслав Фетисов са двама от най-добрите съветски хокеисти. Днешната професионална хокейна лига на Русия се радва на голяма популярност, но много от на-добрите руски играчи са част от отбори в Националната хокейна лига.
Руският шахмат е с челни позиции на международно ниво. Първият руски световен шампион е Александър Алехин, който напуска страната след революцията през 1917. В последвалите години Съветският съюз произвежда най-добрите шахматисти, като създава школи, които намират и обучават талантливи деца. Най-добрите от тях получават държавна подкрепа и стават първите професионални шахматни състезатели във време, когато в западните страни никой не се занимава професионално и срещу възнаграждение в този спорт. От 1948 година насам гросмайсторите Михаил Ботвиник, Василий Смислов, Борис Спаски, Анатолий Карпов, Гари Каспаров и Владимир Крамник държат световната титла почти без прекъсване. В този период световни шампиони стават и три жени – Людмила Руденко, Олга Рубцова и Елизавета Бикова.

## Информация и СМИ
Първите периодически издания се появяват в началото на XVIII век, макар че широко разпространение печатните средства за масова информация получават само в края на XIX век. При това, ако за края на XIX – началото на XX в. била характерна относителна свобода на печата, то съветският период се характеризира с по-жестока политическа цензура и по-висока степен на контрола над печата от страни на властите. Радикалните движения за осигуряване на свобода на словото стават в хода на демократическите реформи в края на 80-те години. В този период има и съществен ръст на количеството на периодически издания и достатъчно ясно са отбелязвани принадлежността на всяко издание към определена политическа или обществена органицазия.
Към края на 2000 г. в Русия се издават повече от 170 ежедневници – както централни, така и местни – с общ тираж около 4,8 млн. екземпляра, а също и повече от 425 неежедневни вестници и списания с общ тираж около 7,8 млн. екземпкяра. Водещите национални вестници са „Известия“, „Коммерсантъ“, „Комсомольская правда“, „Московский комсомолец“, „Независимая газета“, „Новая газета“, „Новый взгляд“, „Парламентская газета“, „Правда“, „Российская газета“.
Националната телевизия на РФ е Първи канал. Други популярни телевизии са „Россия-1“, „Россия-24“, „НТВ“ и петербургският Пети канал.